# ネイチャーランド
ネイチャーランドは、2001年 から2010年9月25日までBSジャパンで放送されていたテレビ番組である。

## 概要
毎週、美しい自然を撮った番組で自然をハイビジョンならではのきれいな画面で見ることができる。また、人間が全く登場しないのもこの番組の特徴。

## BSジャパンでの放送時間
| 放送期間                     | 放送時間 (JST)     | 備考  |
| ---------------------------- | ------------------ | ----- |
| 2004年9月8日                 | 木曜 17:25 - 17:55 | [ 2 ] |
| 2005年4月6日 - 2005年9月28日 | 水曜 17:25 - 17:55 | [ 3 ] |
| 2007年10月10日 - 12月26日    | 水曜 18:00 - 18:30 |       |
| 2010年7月10日 - 9月25日      | 土曜 18:00 - 18:30 |       |

- 2004年度・2005年度・2007年度・2010年度以外の放送時期および初回放送時である2001年度も不明。

## 地上波での放送
- 2011年3月11日に東日本大震災が発生した影響で、テレビ東京系列で放送されている一部のレギュラー番組が当番組に差し替えられていた。
- テレビ北海道では2012年9月28日と12月14日にいずれも17:30 - 18:00に放送された。

## スタッフ
- 製作・著作：テレビ東京